# 멜리케르테스
그리스 신화에서 멜리케르테스(고대 그리스어: Μελικέρτης, 라틴 문자 표기: Melikértēs, 때때로 Melecertes)는 테베의 왕 카드모스의 딸 이노와 보이오티아의 왕 아타마스 사이에서 태어난 왕자로, 후에 팔라이몬(Palaemon 또는 Palaimon, Παλαίμων)이라 불렸다. 그는 레아르코스의 형제였다.

## 신화

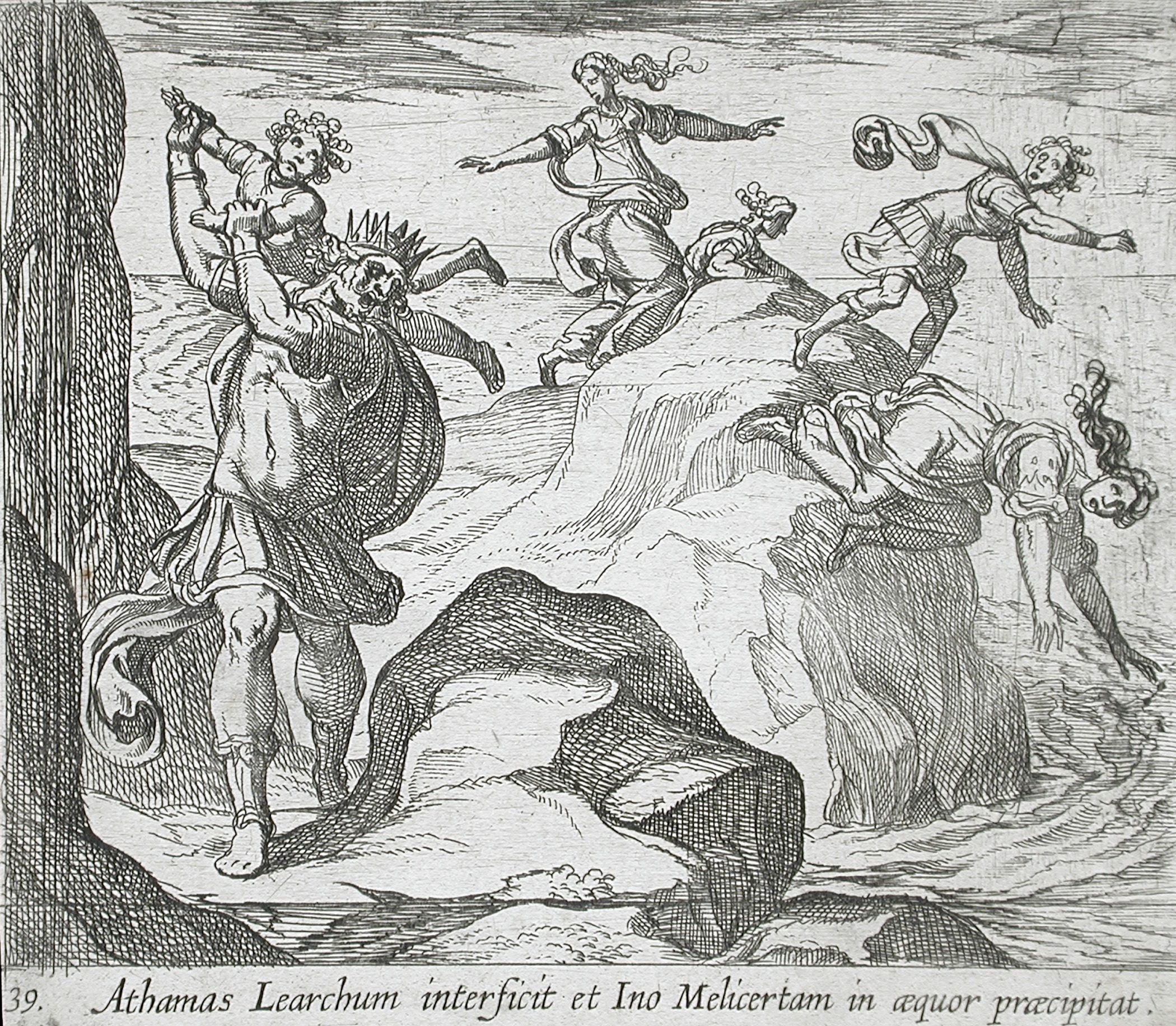
윌헬름 얀손(네덜란드, 암스테르담)과 안토니오 템페스타(이탈리아, 피렌체, 1555~1630)의 작품 《광기에 빠진 아타마스가 레아르코스를 죽이고, 이노와 멜리케르토르가 바다로 뛰어드는 장면》, 로스앤젤레스 카운티 미술관 소장.

이노는 어린 디오니소스를 키웠다는 이유로 헤라에게 미움을 받아, 미쳐버린 남편에게 쫓기게 된다. 이노는 멜리케르테스를 안고 메가라와 코린토스 사이의 절벽에서 바다로 몸을 던졌다. 두 사람은 모두 바다의 신으로 변했는데, 이노는 호메로스가 언급한 레우코테아가 되었고, 멜리케르테스는 팔라이몬이 되었다. 멜리케르테스의 시신은 돌고래에 의해 코린토스 지협으로 옮겨져 소나무 아래에 놓였다. 그곳에서 그의 삼촌 시시포스가 시신을 발견하여 코린토스로 옮겼고, 네레이데스의 명령에 따라 그의 명예를 기리기 위한 이스트미아 경기 대회와 제사를 시작했다.

## 문학과 예술에서
팔라이몬은 에우리피데스의 《타우리케의 이피게네이아》에서 처음 등장하며, 이때 이미 "배의 수호자"로 묘사된다. 아우구스투스 시대 라틴 시인들은 팔라이몬을 로마의 항구의 신 포르투누스와 동일시하였으며, 이 동일시는 베르길리우스의 《게오르기카》에서 두드러지게 나타난다. 오비디우스는 이노가 멜리케르테스를 안고 바다로 뛰어드는 이야기를 두 차례에 걸쳐 서술하였다.

오비디우스의 《행사력》에서는 이노와 멜리케르테스가 뛰어든 장소로 지협이 처음으로 특정되는데, 명확히 지명을 언급하지는 않는다.
“좁은 경계 안에 움츠린 땅이 있으니, 두 바다를 막아내고도 그 자체로 하나이며, 두 겹의 물결에 시달리는 곳이다.”
후대의 라틴 시인들은 팔라이몬과 이스트미아 성소를 여러 차례 동일시했지만, 그곳에서 아우구스투스 이전의 신앙을 뒷받침할 고고학적 증거는 발견되지 않았다.
히기누스는 이노가 아타마스에게서 도망치다 아들 멜리케르테스를 데리고 바다에 몸을 던졌고, 그 결과 여신이 되었다고 말한다. 또 다른 기록에서는 카드모스의 딸 이노가, 아이올로스의 아들 아타마스에게 쫓기던 중 아들 멜리케르테스를 죽였다고 전한다.
그리스-로마 전통에서 팔라이몬은 돌고래를 타는 소년 혹은 트리톤의 꼬리를 지닌 아이로 묘사된다.

## 기원

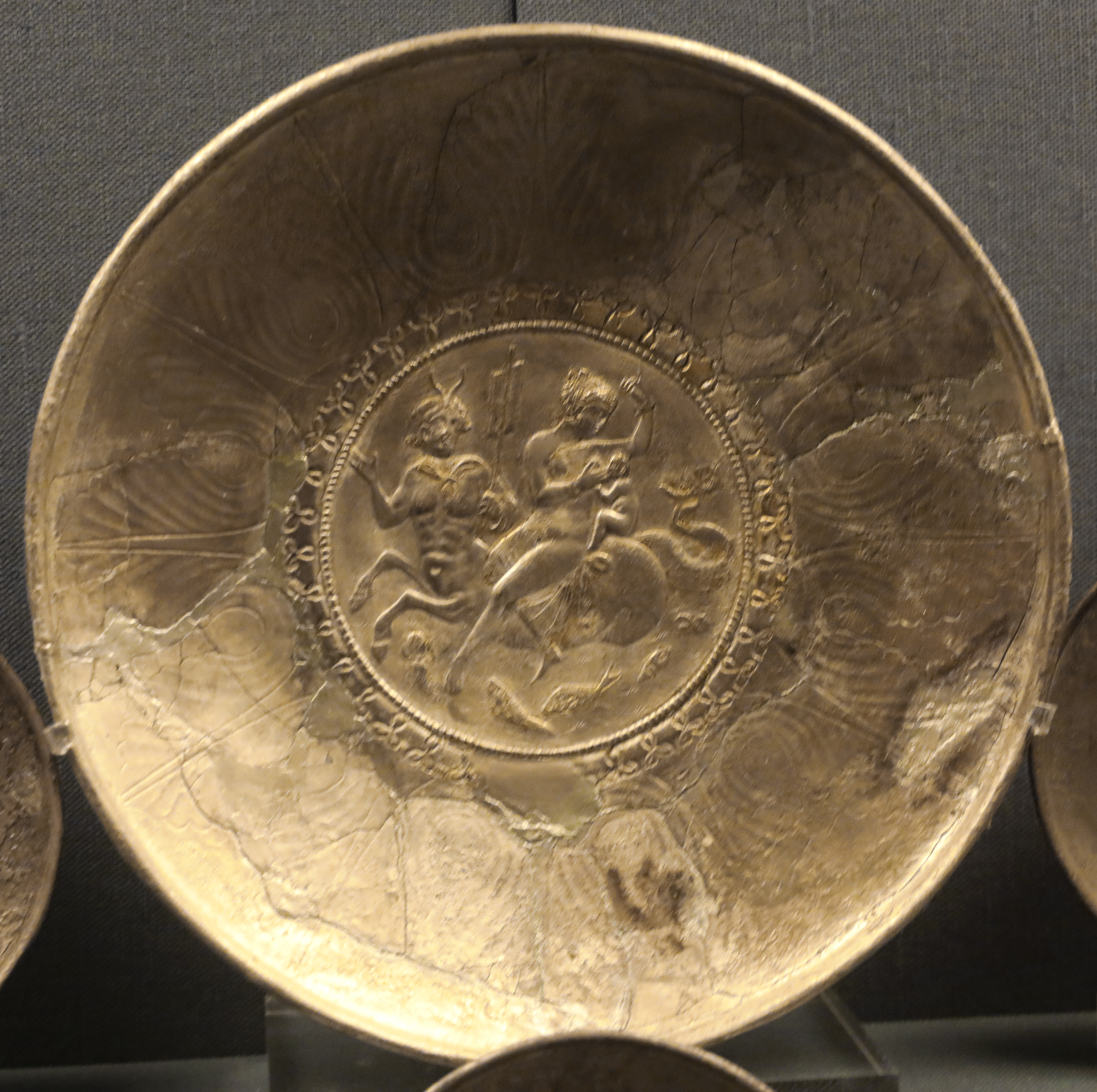
이노, 멜리케르테스, 이크티오켄타우로스가 조각된 은제 접시, 약 590–650년경, 베나키 박물관 소장.

팔라이몬이라는 이름의 기원은 확실하지 않다. 그 이름은 "레슬러"를 뜻하며, 헤라클레스의 별칭이기도 하다. 해석학적으로는 멜카르트는 인테르프레타티오 그라이카에 따라 티레의 헤라클레스로 동일시되지만, 헤라클레스와 팔라이몬 사이에 전통적인 연결 고리는 없어 보인다. 멜리케르테스가 페니키아계임을 고려해, 팔라이몬은 “불타는 군주”(바알 하만, Baal-haman)로 해석되기도 하나, 바다의 신과 불의 신 사이에는 공통점이 거의 없다. 로마인들은 팔라이몬을 항구의 신 포르투누스와 동일시했고, 일부는 팔라이몬이라는 이름을 “꿀을 먹는 자”라는 뜻으로 해석하기도 했다.

## 숭배
2세기 후반, 이스트미아에 있는 포세이돈 신전 내에서 파우사니아스는 팔라이몬의 사원을 목격했다.
“그 안에는 포세이돈, 레우코테아, 팔라이몬의 조각상이 있으며, 팔라이몬의 지성소라 불리는 공간과 그곳으로 내려가는 지하 통로가 있다. 이곳에서 맹세를 어긴 자는, 그가 코린토스 사람이든 이방인이든 결코 벌을 피하지 못한다고 한다. 또한 ‘키클롭스의 제단’이라는 오래된 제단이 있는데, 그 위에서는 키클롭스에게 제사가 올려진다.”
레우코테아와 함께 멜리케르테스/팔라이몬은 바다의 위험으로부터 보호를 비는 존재로 널리 숭배되었다.
멜리케르테스의 숭배가 외래, 아마도 페니키아 기원이며, 에게해와 지중해의 해안 및 섬들에 페니키아 선원들에 의해 전해졌는지 여부에 대해서는 의견이 엇갈린다. 그러나 헬레네스에게는 보이오티아 출신의 신으로 여겨졌다.
1956년, 브로니어의 지휘 아래 이스트미아에서 이루어진 발굴에서는 팔라이몬의 작은 성소가 발견되었다. 이 성소는 결국 코린토스 양식의 작은 로마 원형 신전으로 발전하였으며, 2세기경 코린토스에서 발행된 동전에 그 모습이 나타난다. 이 신전은 이전 두 차례의 보다 소박한 건축 단계를 잇는 구조였으며, 그 기초는 기원전 5세기 말 또는 4세기 초의 경기장 출발선 위에 세워졌다. 이 숭배는 독특한 형태의 물레로 만든 수백 개의 토기 램프 헌납을 특징으로 했다. 윌은 이노와 멜리케르테스를 기반으로 한, 고대의 멜리케르테스 숭배가 있었을 것으로 추정했지만,(pp. 168–180, 210–212) 이 발굴 직후인 1958년에 호손(Hawthorne)에 의해 반박되었다.

## 참고 문헌
- Euripides, The Complete Greek Drama, edited by Whitney J. Oates and Eugene O'Neill, Jr. in two volumes. 1. Iphigenia in Tauris, translated by Robert Potter. New York. Random House. 1938. Online version at the Perseus Digital Library.
- Euripides, Euripidis Fabulae. vol. 2. Gilbert Murray. Oxford. Clarendon Press, Oxford. 1913. Greek text available at the Perseus Digital Library.
- Fontenrose, Joseph Eddy, Python: A Study of Delphic Myth and Its Origins, University of California Press, 1959. ISBN 9780520040915ISBN 9780520040915.
- Fowler, R. L. (2013), Early Greek Mythography: Volume 2: Commentary, Oxford University Press, 2013. ISBN 978-0198147411ISBN 978-0198147411.
- Gaius Julius Hyginus, Fabulae from The Myths of Hyginus translated and edited by Mary Grant. University of Kansas Publications in Humanistic Studies. Online version at the Topos Text Project.
- Homer, The Odyssey with an English Translation by A.T. Murray, PH.D. in two volumes. Cambridge, MA., Harvard University Press; London, William Heinemann, Ltd. 1919. ISBN 978-0674995611ISBN 978-0674995611. Online version at the Perseus Digital Library. Greek text available from the same website.
- Publius Ovidius Naso, Fasti translated by James G. Frazer. Online version at the Topos Text Project.
- Publius Ovidius Naso, Fasti. Sir James George Frazer. London; Cambridge, MA. William Heinemann Ltd.; Harvard University Press. 1933. Latin text available at the Perseus Digital Library.
- Publius Ovidius Naso, Metamorphoses translated by Brookes More (1859–1942). Boston, Cornhill Publishing Co. 1922. Online version at the Perseus Digital Library.
- Publius Ovidius Naso, Metamorphoses. Hugo Magnus. Gotha (Germany). Friedr. Andr. Perthes. 1892. Latin text available at the Perseus Digital Library.
- Publius Vergilius Maro, Bucolics, Aeneid, and Georgics of Vergil. J. B. Greenough. Boston. Ginn & Co. 1900. Online version at the Perseus Digital Library.